# Chủ nghĩa dân túy cánh hữu

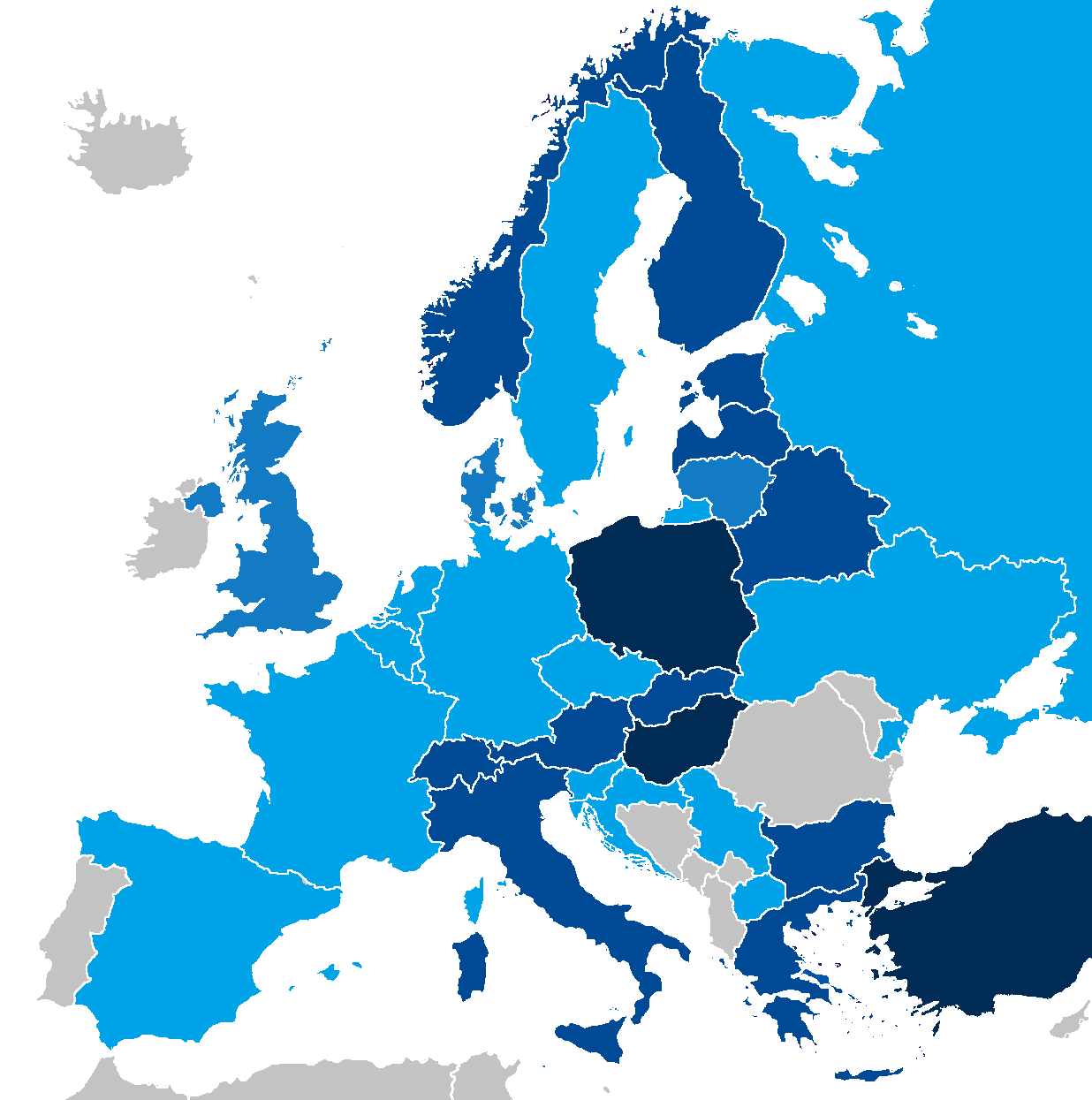
Các quốc hội ở châu Âu với các Đảng, mà được liệt kê theo chủ nghĩa dân túy cánh hữu (tháng 12/2017).
Có đại diện tại Quốc hội
Tham gia vào chính phủ
Lãnh đạo chính phủ

Chủ nghĩa dân túy cánh hữu là một dạng của chủ nghĩa dân túy. Những dòng chính trị này, với các phong trào và các Đảng phái đôi khi khá khác nhau, được thành lập ở một số nước châu Âu vào cuối những năm 1970 ở Tây Âu và trong những năm 1990 cũng phát triển ở các nước Trung Âu và Đông Âu.
Các Đảng phái dân túy cánh hữu liên kết những quan điểm quá khích của những thành phần chính trị cánh hữu hoặc cực hữu, với cam kết dân chủ và chống lại theo phong cách dân túy những người nhập cư (chủ yếu là từ các nền văn hóa xa lạ), Liên minh châu Âu và cơ cấu hiện tại của nó và các Đảng cầm quyền. Họ cũng kêu gọi, trong số những vấn đề khác, một trật tự xã hội thực hiện theo định hướng hiệu quả, cam kết với "Kitô giáo phương Tây" cực đoan và cổ xúy chủ nghĩa dân tộc đi kèm với việc bảo tồn nền văn hóa và bản sắc dân tộc, thường gắn liền với chống đạo Hồi và đòi hỏi một "chính sách pháp luật và trật tự" chống lại các cá nhân và các tổ chức họ cho là có hại hoặc nguy hiểm cho quốc gia và các cấu trúc hiện có trong chính phủ, chính quyền và các quá trình hoạch định chính sách bị phân loại như quá tự do và không linh hoạt.
Người dân túy cánh hữu tự cho mình là tiếng nói của một "đa số thầm lặng", mà lợi ích của họ bị các Đảng phái khác bỏ qua và những người bị thiệt thòi so với người di cư hoặc các dân tộc thiểu số. Như vậy, chủ nghĩa dân túy cánh hữu trong tư tưởng của chính nó chống lại những thiểu số xã hội và tầng lớp chính trị, mà nó coi là tham nhũng, tham lam quyền lực và không đủ gần gũi với nhân dân. Việc "kêu gọi tới người dân" là để gợi ý rằng có một ý chí chân thật của nhân dân, mà nội dung ẩn náu của nó cần phải được đưa ra ánh sáng.
Không giống như các Đảng phái phát xít mới hoặc theo chủ nghĩa xét lại cánh hữu sau năm 1945, chủ nghĩa dân túy cánh hữu từ bỏ quan điểm về thế giới dựa trên lý thuyết chủng tộc, phong trào dân tộc; thay thế cho phân biệt chủng tộc cổ điển là những lập luận phân biệt chủng tộc văn hóa hay đa nguyên dân tộc. Chủ nghĩa dân túy cánh hữu cũng không từ chối hệ thống dân chủ, nhưng có xu hướng hoặc ngầm và ẩn dấu chống lại các yếu tố riêng lẻ như đa nguyên, bảo vệ các nhóm thiểu số và tự do tôn giáo. Các Đảng và tổ chức dân túy cánh hữu thường đóng vai trò của phe đối lập và đưa ra những đòi hỏi quá mức gây tiếng vang trong công chúng.
Nhiều phần của khoa học chính trị nhìn thấy trong chủ nghĩa dân túy cánh hữu một phong trào đổi mới của cánh hữu cực đoan, phản ứng với sự thay đổi xã hội, chính trị và kinh tế ở các quốc gia châu Âu hiện đại từ những năm 1970. Theo quan điểm của họ, các Đảng dân túy cánh hữu nói lên những nỗi sợ hãi của công chúng trước sự hiện đại hóa và những biến động như toàn cầu hóa và trả lời chúng với những khẩu hiệu rõ ràng, một chiều, đổ lỗi cho tầng lớp chính trị và dân tộc thiểu số cho những nguy hại đó. Cùng lúc đó, khái niệm về chủ nghĩa dân túy cánh hữu rất khó để nắm bắt vì những đại diện của nó thường khác nhau rất xa trong chương trình và ranh giới với những phần tử truyền thống cực đoan và bảo thủ rất di động. Khác biệt với khái niệm xã hội học, việc sử dụng của từ này trong giới truyền thông và công chúng nói chung thường để miệt thị và có ý nghĩa tiêu cực. Thêm vào đó, từ này theo cách dùng phổ thông thường không rõ ràng và bị phe bị cáo buộc không chấp nhận.
Hiện tượng của chủ nghĩa dân túy cánh hữu không chỉ được xem xét riêng lẻ, trong bối cảnh càng ngày càng xuất hiện những phong trào và Đảng phái dân túy trong xã hội nói chung, cả với lãnh vực chủ nghĩa dân túy cánh tả, mà cả hai cạnh tranh với nhau cùng một nhóm cử tri hay một nhóm tương tự.